# 昆虫病原糸状菌
昆虫病原糸状菌(こんちゅうびょうげんしじょうきん, Entomopathogenic fungus)とは、糸状菌の内、昆虫に感染して病気を起こすものの総称。昆虫の体表にカビ状の菌糸を作る。この菌による感染症はカビ病とも呼ばれる。養蚕業等に被害を与えてきた一方、近年では生物農薬としての研究も進められている。

## 僵病
昆虫病原糸状菌のうち、昆虫の体から水分を奪って殺し、体を硬化させるものを僵病菌（きょうびょうきん）と呼び、それによる病気を僵病と呼ぶ。硬化病とも呼ぶ。感染した昆虫の死骸は乾燥してミイラ状になる。
殭病とも書くが、「僵」「殭」共に常用漢字外のため、この字を使わずにきょう病と書かれる事が多い。「僵」の字は硬直した死骸、「殭」の字は硬直して乾燥した死骸を意味する。
白僵病、緑僵病などの種類があり、それぞれ菌糸から産生される分生子の色が異なる。原因菌は「白僵病菌」「緑僵病菌」等と呼ばれるが、形態上の分類であるため、Beauveria bassianaのように複数(白、黄)の名称を持つ菌もあり、緑きょう病菌のように複数の菌が一つの名称で呼ばれることもある。

## 原因菌
- 白きょう病菌
  - Beauveria bassiana[4] (セミカビ)
- 黄きょう病菌
  - Beauveria bassiana[4]
- 黒きょう病菌
  - Metarhizium anisopliae[4] (メタリジウム)
- 緑きょう病菌
  - Nomuraea rileyi[4](Spicaria prasina[5])、Metarhizium anisopliae [6]
- 赤きょう病菌
  - Paecilomyces fumosoroseus[4]
- 紫赤きょう病菌
  - Paecilomyces lilacinus[4]
- こうじかび病 (菌糸を発するが、体が硬化しないため、硬化病には含まれない[1]。)
  - Aspergillus diseaseを始めとするAspergillus属の菌類[7]

## ギャラリー

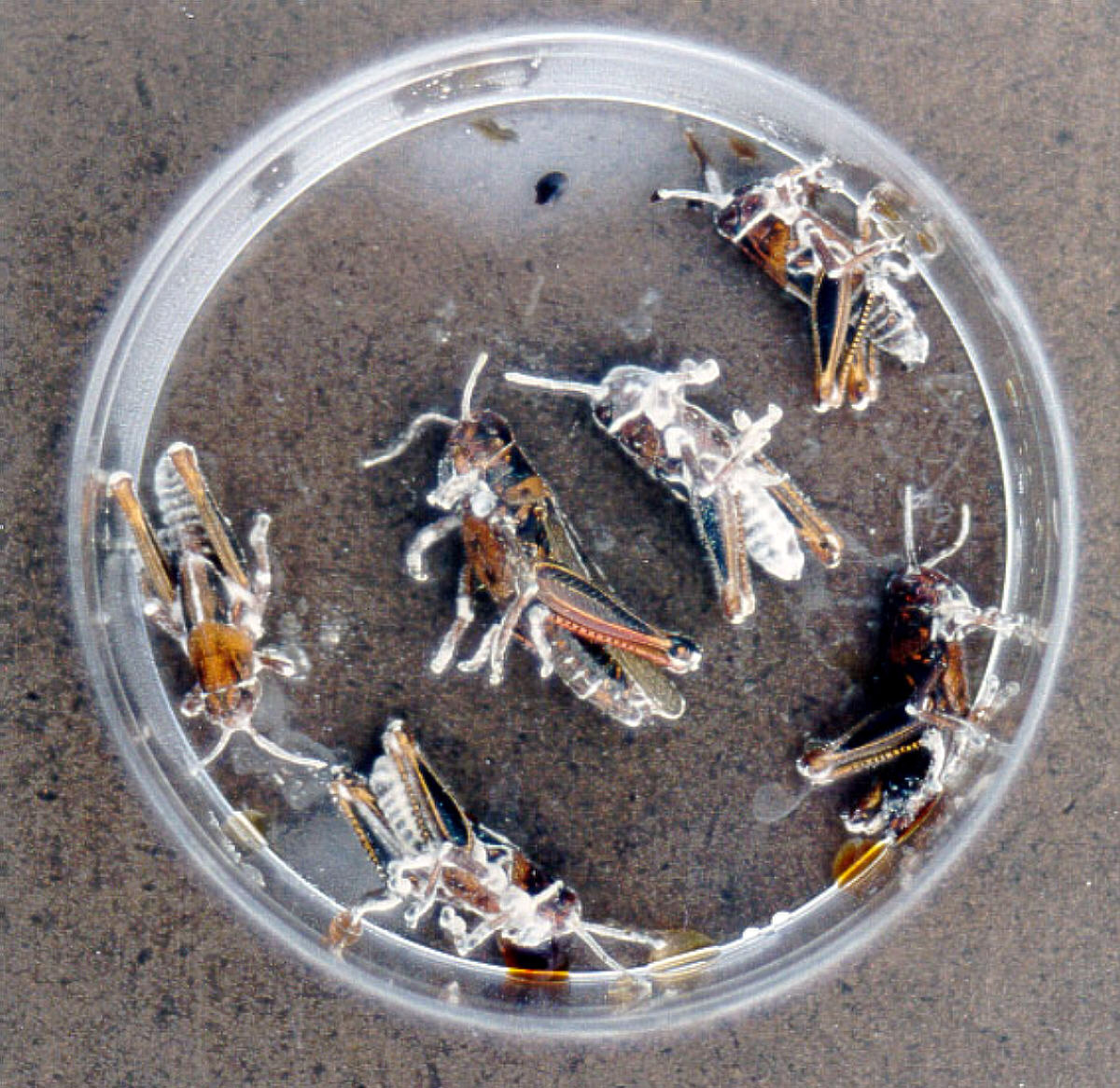
白きょう病菌(バッタ)
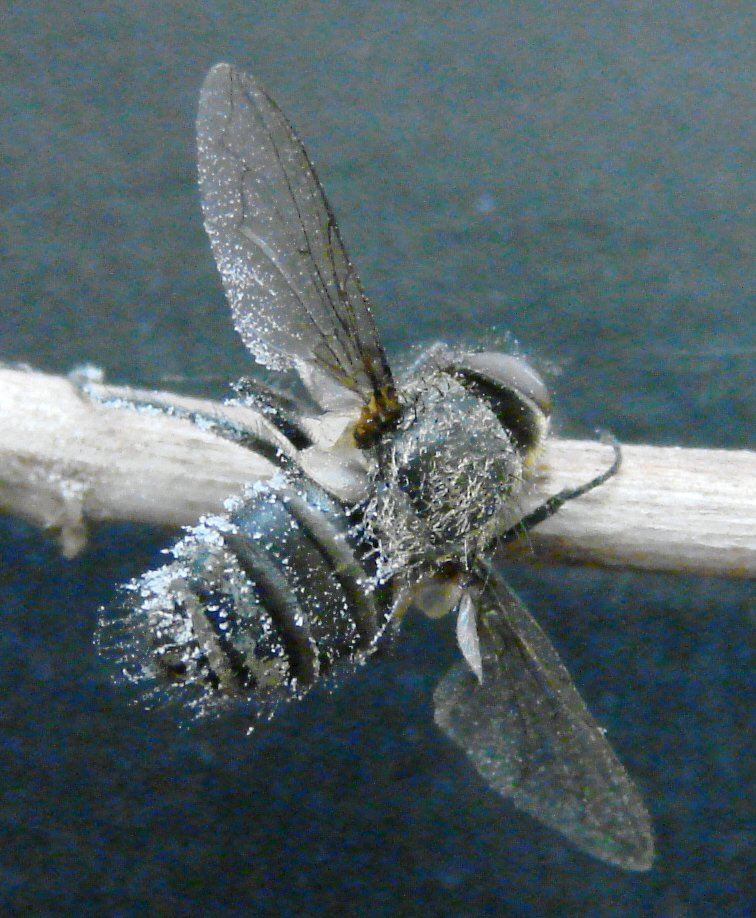
ハエカビ(ハエ)

## 生物学的分類
この分類はITISのCatalogue of Life(2008)による。昆虫病原糸状菌には菌類であること以外には共通点が無い。僵病に限って言えば、子嚢菌網に属する。
- 子嚢菌門 Ascomycota
  - 子嚢菌網 (Ascomycetes) 
    - ユーロチウム目 (Eurotiales) 
      - マユハキタケ科 (Trichocomaceae) 
        - Paecilomyces属

      - 科無し(Not assigned to a family)
        - Nomuraea属

    - ヒポクレア目 (Hypocreales) 
      - バッカクキン科 (Clavicipitaceae) 
        - Beauveria属
- 接合菌門 Zygomycota 
  - 接合菌綱 Zygomycetes 
    - ハエカビ目